# Georg Friedrich (Baden-Durlach)

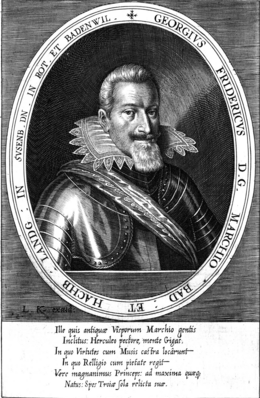
Georg Friedrich von Baden Durlach um 1620

Georg Friedrich (* 30. Januar 1573; † 24. September 1638 in Straßburg) war 1604–1622 Markgraf von Baden-Durlach und protestantischer Heerführer im Dreißigjährigen Krieg. Da er die von seinem Bruder Ernst Friedrich eingeleitete oberbadische Okkupation fortsetzte, regierte er de facto auch die Markgrafschaft Baden-Baden und war bis zur badischen Wiedervereinigung unter Markgraf Karl Friedrich 1771 der letzte Markgraf, der alle badischen Stammlande regierte.

## Leben
Er war der dritte Sohn des Markgrafen Karl II. von Baden-Durlach und der Anna von Veldenz, der zweiten Frau Karls II., und das jüngste von insgesamt acht Kindern seines Vaters. Als der Vater 1577 starb, war Georg Friedrich erst vier Jahre alt. Seine Brüder waren 13 bzw. 11 Jahre älter als er, aber beim Tod des Vaters ebenfalls noch unmündig, so dass eine Vormundschaftsregierung eingesetzt wurde.
Die Tatsache, dass seine Großeltern Ernst I. von Baden-Durlach und Ursula von Rosenfeld eine morganatische Ehe eingegangen waren, schwächte Georg Friedrichs Position bei der Anfechtung der Erbberechtigung der Kinder Eduard Fortunats von Baden-Baden im Rahmen der Auseinandersetzungen um die Oberbadische Okkupation.

### Die vormundschaftlichen Regierungen 1577–1595
Seit dem Tod seines Vaters nahm eine Vormundschaftsregierung mit seiner Mutter Anna, Kurfürst Ludwig VI. von der Pfalz (bis 1583), Herzog Philipp Ludwig von Pfalz-Neuburg und Herzog Ludwig von Württemberg („der Fromme“) die Regierungsgeschäfte wahr.
1584 übernahm Ernst Friedrich zusammen mit seinem Bruder Jakob († 1590) und seiner Mutter († 1586) die Vormundschaft für seinen jüngsten Bruder Georg Friedrich, bis dieser 1595 für volljährig erklärt wurde und die Regierung des baden-durlachischen Oberlandes antrat.

### Ausbildung und Reisen
Georg Friedrich lernte die lateinische, französische und italienische Sprache und erhielt seine höhere Ausbildung in Straßburg, wo zuvor auch sein Bruder Jakob studiert hatte. Er begab sich sodann auf Reisen, wobei er Besançon, Dole, Basel und Siena besuchte.

### Die Landesteilung der Markgrafschaft Baden-Durlach
Seine Brüder wurden 1584 für volljährig erklärt. Da Ernst Friedrich und Jakob eigene Herrschaftsgebiete wollten und das Testament Karl II., das eine Landesteilung untersagte, nicht unterschrieben und besiegelt war, kamen die verbliebenen Vormünder den Forderungen der Söhne nach.
Ernst Friedrich erhielt die untere Markgrafschaft mit den Hauptorten Durlach und Pforzheim und Jakob die Markgrafschaft Hachberg.
Georg Friedrich erhielt die südlichen Landesteile, die Herrschaften Rötteln und Badenweiler sowie die Landgrafschaft Sausenburg.
So war das Land über die bestehende Teilung in Baden-Durlach und Baden-Baden hinaus weiter aufgeteilt.
Die Markgrafschaft Baden-Hachberg fiel 1590 nach dem Tod Jakobs an Ernst Friedrich zurück, der diese dann 1595 an Georg Friedrich übergab.
Georg Friedrich konnte nach Ernst Friedrichs Tod (1604) wieder die gesamte Markgrafschaft Baden-Durlach vereinigen.

### Herr der oberen Markgrafschaft 1595–1604

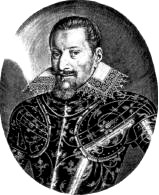
Georg Friedrich von Baden-Durlach – 1603

Mit Erreichen der Volljährigkeit übernahm Georg Friedrich die Herrschaft über die obere Markgrafschaft Baden-Durlach und regierte zunächst von der Burg Rötteln. 1599 verlegte er seine Residenz und die gesamte Landesverwaltung nach Sulzburg. Nach dem Übertritt seines Bruders Ernst Friedrich zum Calvinismus errichtete der strenge Lutheraner Georg Friedrich in seiner kleinen Residenz Sulzburg sogar ein eigenes Gymnasium, um bei der Ausbildung der Pfarrer von dem nunmehr reformierten Gymnasium in Durlach unabhängig zu sein. Seine Bautätigkeit in Sulzburg hinterließ auch einen Saalbau, ein Ballhaus und einen Dienerbau. Zwischen 1600 und 1610 ließ Georg Friedrich auch die Schlosskirche in Sulzburg erbauen.
1603 erließ er für die Landgrafschaft Sausenberg und die Herrschaft Rötteln eine Forstordnung.

### Der Prediger auf dem Fürstenstuhl
Bereits kurz nach seinem Regierungsantritt im Oberland hielt Georg Friedrich zur Einführung des neuen Generalsuperintendenten Johann Weininger vor der Röttler Landessynode eine Rede, die einer Predigt glich. Sein Leben war durch Askese geprägt. Aus den handschriftlichen Eintragungen in seiner Bibel ist abzulesen, dass er sie 58 Mal vollständig durchgelesen hat. 1601 versprach er den Pforzheimer Bürgern, die sich gegen die Einsetzung reformierter Geistlicher durch seinen Bruder Ernst Friedrich wehrten, Unterstützung vor dem Reichskammergericht. 1613 bahnte er mit Franz von Lothringen eine religiöse Disputation an, die er selbst bestreiten wollte. Das Vorhaben scheiterte daran, dass Franz entgegen der Absprache Jesuiten für die katholische Sache aufbot.

### Verwaltungsreform und Gesetzgebung
Georg Friedrich schuf die Grundlagen einer geordneten Verwaltung und etablierte den Geheimrat, dem er selbst präsidierte. Zudem wurde ein Hofgericht geschaffen und dem Kirchenrat eine feste Ordnung gegeben. Mit dem Landrecht schuf Georg Friedrich das „eingehendste, das ein deutscher Territorialstaat besessen“ hat. Dieses Gesetzeswerk, das 1622 erschien, wurde jedoch wegen des Dreißigjährigen Krieges erst unter seinem Sohn und Nachfolger Friedrich im Jahre 1654 in Kraft gesetzt und galt dann bis 1809.

### Der Bankier und Wirtschaftspolitiker
Bereits 1603 gründete Georg Friedrich zusammen mit den Landschaften der oberen Markgrafschaft eine Wechselbank, die die Waisengelder verwaltete und sich auch zur Depositenbank entwickeln sollte. Zudem war beabsichtigt, mittels dieser Institution den Wein- und Kornhandel unter Ausschaltung der jüdischen Händler zu organisieren. Das Institut half der Markgrafschaft, die Geldkrise der Kipper- und Wipperzeit zu bewältigen.

### Der Militärtheoretiker
Georg Friedrich sah die sich zuspitzende Lage im Reich und insbesondere für sein Fürstentum und befasste sich nicht nur mit theologischen, sondern auch mit militärischen Themen. Er stützte sich dabei auch auf die ritterliche Kriegsschule, die 1616 durch Johann VII. (Nassau-Siegen) in Siegen gegründet wurde.
Für seine Söhne Friedrich, Karl und Christoph schrieb Georg Friedrich 1614–1617 ein eigenes kriegswissenschaftliches Werk, das er aber nie im Druck veröffentlichte.

### Georg Friedrich und die Volksvertretung
Georg Friedrich war sich bewusst, dass er sein Ziel einer vereinigten lutherischen Markgrafschaft Baden nur mit Unterstützung des Volkes erreichen konnte. Im Gegenzug zur Bewilligung von Steuern zur Finanzierung seiner Rüstungspolitik räumte er den Landschaften Mitwirkungsrechte ein.

### Der Dreißigjährige Krieg

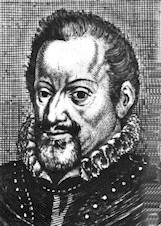
Georg Friedrich von Baden Durlach um 1630; Georg Friedrich wurde in der Schlacht bei Wimpfen am 6. Mai 1622 durch einen Lanzenstich am Kopf verletzt

Dass ein wegen der andauernden oberbadischen Okkupation vor dem Reichskammergericht geführter Prozess unter katholischem Einfluss gegen ihn entschieden zu werden drohte, sollte Georg Friedrich im Jahre 1622 zum bewaffneten Eingreifen in den Böhmisch-pfälzischen Krieg (1618–1623) bewegen, der den Dreißigjährigen Krieg eröffnete.

#### Vor der Schlacht bei Wimpfen
Bereits am 19. Augustjul. / 29. August 1612greg. gelang es Georg Friedrich, auf zwölf Jahre ein Verteidigungsbündnis mit den protestantischen Städten Bern und Zürich abzuschließen, womit er seine von Vorderösterreich umschlossene obere Markgrafschaft schützen wollte. Eine Bündnishilfe durch Zürich und Bern erfolgte 1620/1621 trotz mehrfacher Anmahnung durch Georg Friedrich nicht, wobei sich Bern und Zürich auf einen Vertrag mit den Habsburgern beriefen. Georg Friedrich durfte jedoch 1621/22 in der Schweiz Söldner anwerben. Das Bündnis wurde nicht erneuert und daher lehnten Zürich und Bern im April 1627 ein erneutes Hilfeersuchen des Markgrafen Friedrich – Georg Friedrichs Sohn – ab.
1615 begann der Bischof von Speyer, Philipp Christoph von Sötern, seine Residenz in Udenheim zu einer Festung auszubauen, da er sich durch die umliegenden protestantischen Mächte bedroht fühlte. Er benannte Udenheim in Philippsburg um und führte den Bau der Festung Philippsburg trotz der Proteste der Reichsstadt Speyer, der Kurpfalz und Badens fort. 1618 beschlossen Friedrich V. von der Pfalz und Georg Friedrich zusammen mit Speyer die im Bau befindliche Festung zu schleifen.
Markgraf Georg Friedrich wurde 1608 Mitglied der protestantischen Union und zählte zu den bestallten Generalen des Unionsheeres, bis der Sonderbund sich im Mai 1621 auflöste.

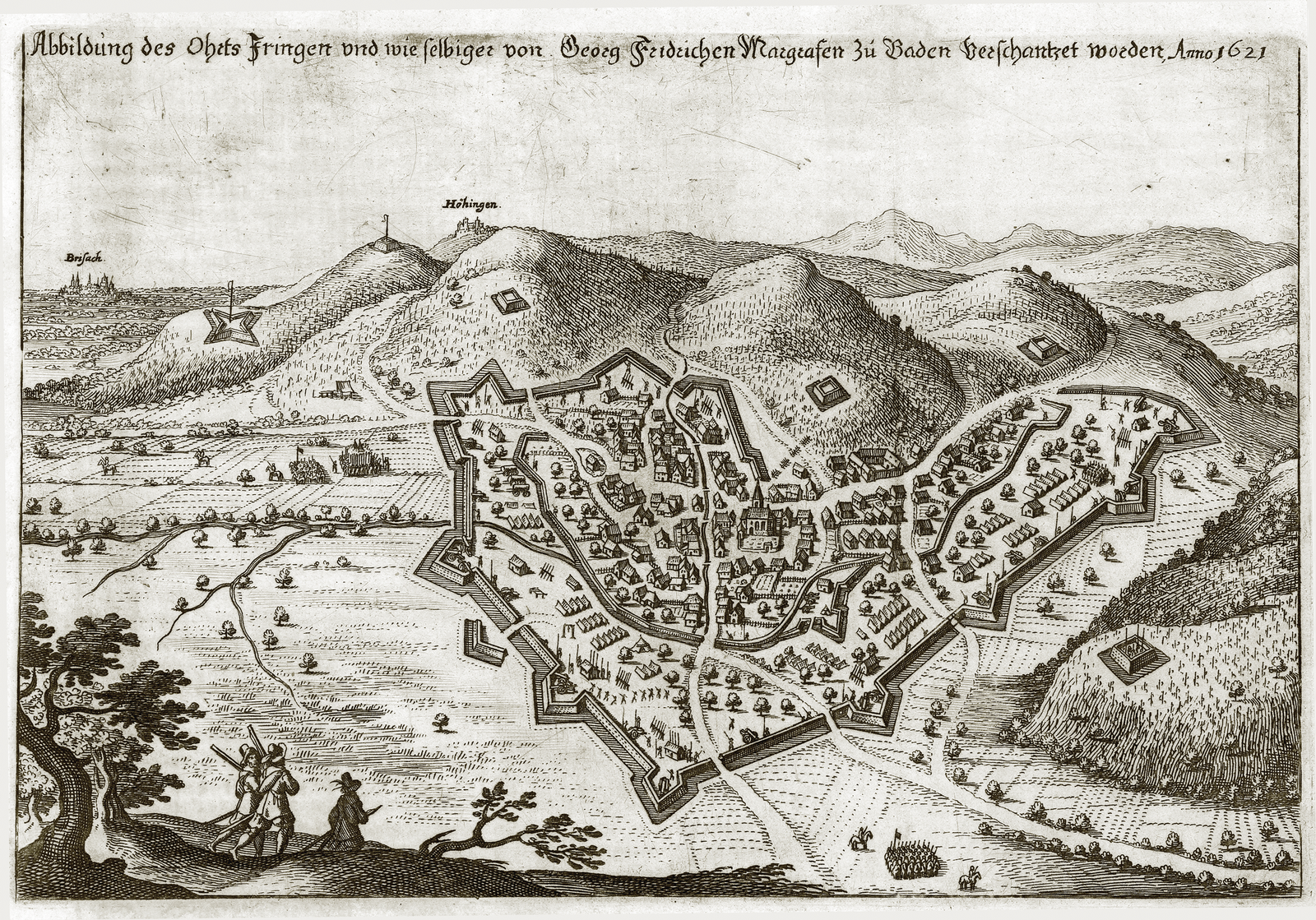
Befestigtes Lager des Markgrafen Georg Friedrich bei Ihringen

Von März bis Juni 1620 sperrte Georg Friedrich im Auftrag der Union die Straße von Breisach nach Freiburg, wobei er von einem befestigten Lager bei Ihringen aus operierte. Ziel war es, den Durchzug von Söldnertruppen des bayrisch-ligistischen Heeres vom Elsass zu deren Sammelplätzen in Dillingen und Lauingen zu verhindern. Das kaiserlich-katholische Lager scheute in Verfolgung seiner politischen Ziele auch nicht vor Wortbruch zurück, und nachdem Kaiser Ferdinand II. erklärt hatte, die Söldnertruppen seien für ihn und nicht für das bayrisch-ligistische Heer angeworben, ließ Georg Friedrich die drei Regimenter passieren. Da diese Verbände zu den Fahnen von Herzog Maximilian von Bayern zogen, musste er sich den Vorwurf der Naivität gefallen lassen.
Seit 1621 warb er Truppen gegen die seit 1620 erfolgreich vorgehenden katholischen Kräfte.
Er dankte im April 1622 ab, damit seine Herrschaft nicht durch sein bewaffnetes Auftreten gegen den Kaiser und die Reichsjustiz gefährdet wurde.
Die Markgrafschaft kam an seinen Sohn Friedrich V.
Nachdem seine opferbereiten Landstände ihm eine Kriegsschatzung auf drei Jahre hinaus bewilligt hatten, verfügte er im Frühjahr 1622 neben den zur Landessicherung zurückbleibenden Defensionsregimentern über ein Söldnerheer von 11–12 000 Mann mit verhältnismäßig viel Artillerie. Am 24./25. April brach er zum Feldzug gegen den Kaiser und dessen katholische Verbündete auf, doch an der Schlacht bei Mingolsheim (27. April), in der Graf Ernst von Mansfeld, Heerführer des Pfalzgrafen, dem Grafen Tilly, Generalleutnant der Katholischen Liga, eine empfindliche Niederlage beibrachte, konnte er noch nicht teilnehmen.

#### Die Schlacht bei Wimpfen
Erst am 27. April erklärte der Markgraf den Habsburgern seinen Kriegseintritt und vereinigte seine Truppen mit denen Mansfelds, um mit diesen gemeinsam gegen die Ligisten anzutreten. Nachdem man sich unbegreiflicherweise nur wenige Tage später wieder getrennt hatte, wurde Baden-Durlach von Tilly, dem spanische Truppen unter Córdoba zu Hilfe kamen, in der Schlacht bei Wimpfen besiegt (6. Mai 1622). Markgraf Georg Friedrich rettete sich verletzt zunächst nach Stuttgart und legte die Herrschaft zu Gunsten seines Sohnes endgültig nieder.

#### Nach der Schlacht bei Wimpfen
Bereits am 13. Mai 1622 war Georg Friedrich wieder in Durlach und versuchte vergeblich, eine neue Armee aufzustellen. Eine katholische Armee von ca. 12 000 Mann fiel in Baden ein und verwüstete es schwer. Georg Friedrich floh zunächst in die von ihm zu Beginn des Jahrhunderts stark befestigte Hochburg bei Emmendingen. Am 26. August 1622 sprach der Kaiser die Markgrafschaft Baden-Baden dem Sohn Eduard Fortunats, Wilhelm zu, womit die Vereinigung der beiden badischen Markgrafschaften rückgängig gemacht wurde und erst wieder 1771 unter Markgraf Karl Friedrich erfolgte.
1625 zog er sich nach Genf zurück, wo es alsbald zu Konflikten mit der calvinistischen Regierung kam, da er in seiner Wohnung lutherische Gottesdienste abhielt. So zog er 1626 nach Thônes, wo ihm Herzog Karl Emanuel von Savoyen seinen Gottesdienst erlaubte.
Im Sommer 1627 wurde er vom dänischen König Christian IV. zum Generalleutnant der dänischen Armee (im Niedersächsisch-Dänischen Krieg (1625–1629)) ernannt und sollte den Vormarsch Wallensteins in Norddeutschland aufhalten. Beim Anrücken Wallensteins zog er sich auf die Insel Poel zurück und rettete sich von hier nach Heiligenhafen in Holstein. Von dort marschierten seine Truppen auf Oldenburg und wurden im Gefecht am Oldenburger Graben von den Kaiserlichen unter Heinrich Schlik fast ganz aufgerieben und kapitulierten am 24. September 1627. Georg Friedrich schied im Oktober im Streit mit dem dänischen König, der ihn vor ein Kriegsgericht stellen wollte, aus dessen Diensten.
Danach zog der Markgraf sich in sein Haus in Straßburg zurück und widmete sich vornehmlich dem Studium religiöser Schriften. Allerdings war er auch mit Frankreich und Schweden in Kontakt, um seine Vision eines lutherischen Großbaden doch noch umzusetzen. Am 24. September 1638 starb er in Straßburg. Seine Gebeine wurden wahrscheinlich 1650 in die Fürstengruft des Hauses Baden-Durlach in der Pforzheimer Schlosskirche überführt.

## Ehen und Nachkommen

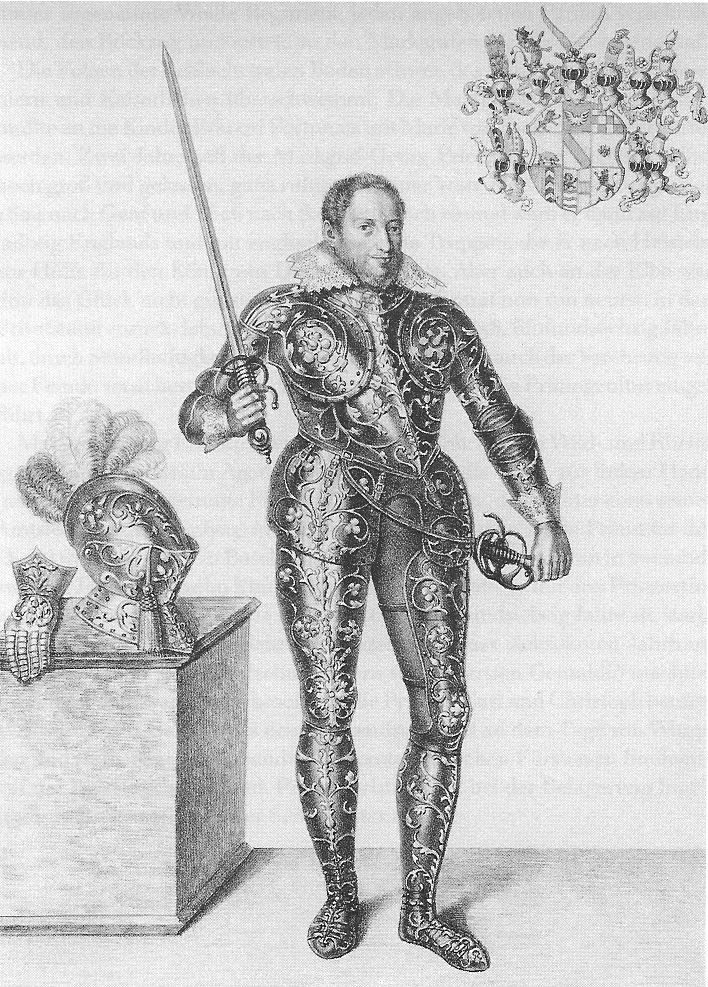
Georg Friedrich von Baden

### 1. Ehe – Juliane Ursula von Salm-Neufville
In erster Ehe heiratete Markgraf Georg Friedrich von Baden am 2. Juli 1592 Juliane Ursula von  Salm-Neufville (* 29. September 1572; † 30. April 1614), die Tochter des Wild- und Rheingrafen Friedrich von  Salm-Neufville. Aus dieser Ehe gingen 15 Kinder hervor:
- Katharina Ursula (* 19. Juni 1593; † 15. Februar 1615), heiratete am 24. August 1613 den Landgrafen Otto von Hessen-Kassel (* 24. Dezember 1594; † 7. August 1617)
- Friedrich (* 6. Juli 1594; † 8. September 1659); Markgraf von Baden-Durlach 1622–1659
- Anna Amalie (* 9. Juli 1595; † 18. November 1651), heiratete am 25. November 1615 den Grafen Wilhelm Ludwig von Nassau-Saarbrücken (* 18. Dezember 1590; † 22. August 1640)
- Philipp (* 30. Dezember 1596; † 14. März 1597)
- Karl (* 22. Mai 1598; † 27. Juli 1625)
- Juliane Ursula (* 1. Januar 1600; † 31. August 1600)
- Rudolf (* 21. Januar 1602; † 31. Mai 1603)
- Christoph (* 16. März 1603; † 30. April 1632 bei der Belagerung von Ingolstadt)
- Anna Auguste (* 30. März 1604; † 2. April 1616)
- Sibylle Magdalene (* 21. Juli 1605; † 26. Juli 1644), heiratete am 6. Juni 1629 den Grafen Johann von Nassau-Idstein (* 24. November 1603; † 23. Mai 1677)
- Franziska (* 9. August 1606; † 27. August 1606)
- Ursula Marie (* 3. November 1607; † 22. Dezember 1607)
- Franziska Sibylle (* 4. Februar 1609; † 2. März 1609)
- Sofie Dorothea (* 14. März 1610; † 24. Oktober 1633)
- Ernestine Sofie (* 26. Dezember 1612; † 4. Juli 1658)

### 2. Ehe – Agathe von Erbach
In zweiter Ehe heiratete Georg Friedrich von Baden am 23. Oktober 1614 Agathe von Erbach (* 16. Mai 1581; † 30. April 1621), die Tochter des Grafen Georg III. von Erbach. Aus dieser Ehe gingen folgende Kinder hervor:
- Agathe (* 2. September 1615; † 29. Juni 1616)
- Anna Maria (* 29. Mai 1617; † 17. Oktober 1672)
- Elisabeth (* 6. Februar 1620; † 13. Oktober 1692)

### 3. Ehe – Elisabeth Stolz
In dritter (morganatischer) Ehe heiratete Georg Friedrich von Baden am 29. Juli 1621 Elisabeth Stolz († 14. Mai 1652), die Tochter seines Sekretärs Johann Thomas Stolz. Aus dieser Ehe gingen keine Kinder hervor.